# 长南鳅
长南鳅（学名：Schistura longus）为輻鰭魚綱鯉形目條鳅科南鳅属的鱼类，是中国的特有物种。分布于云南泸水县六库、怒江的一条支流等，棲息在山區礫石底質溪流底層水域，生活習性不明。该物种的模式产地在云南泸水县六库。

## 扩展阅读
維基物種上的相關：长南鳅